# River Sturt
River Sturt är ett vattendrag i Australien. Det ligger i delstaten South Australia, omkring 11 kilometer sydväst om delstatshuvudstaden Adelaide.
Runt River Sturt är det tätbefolkat, med 591 invånare per kvadratkilometer. Genomsnittlig årsnederbörd är 729 millimeter. Den regnigaste månaden är juni, med i genomsnitt 133 mm nederbörd, och den torraste är december, med 21 mm nederbörd.